# Iglesia de Lijauri
La Iglesia de Lijauri (en idioma georgiano: ლიხაურის ღვთისმშობლის ეკლესია) es una iglesia ortodoxa georgiana en el municipio de Osurgeti en la región de Guria en Georgia. Pertenece a la Diócesis de Schemokmedi. Fue construida en el siglo XII. Es un monumento inamovible de la cultura de importancia nacional de Georgia.

## Historia

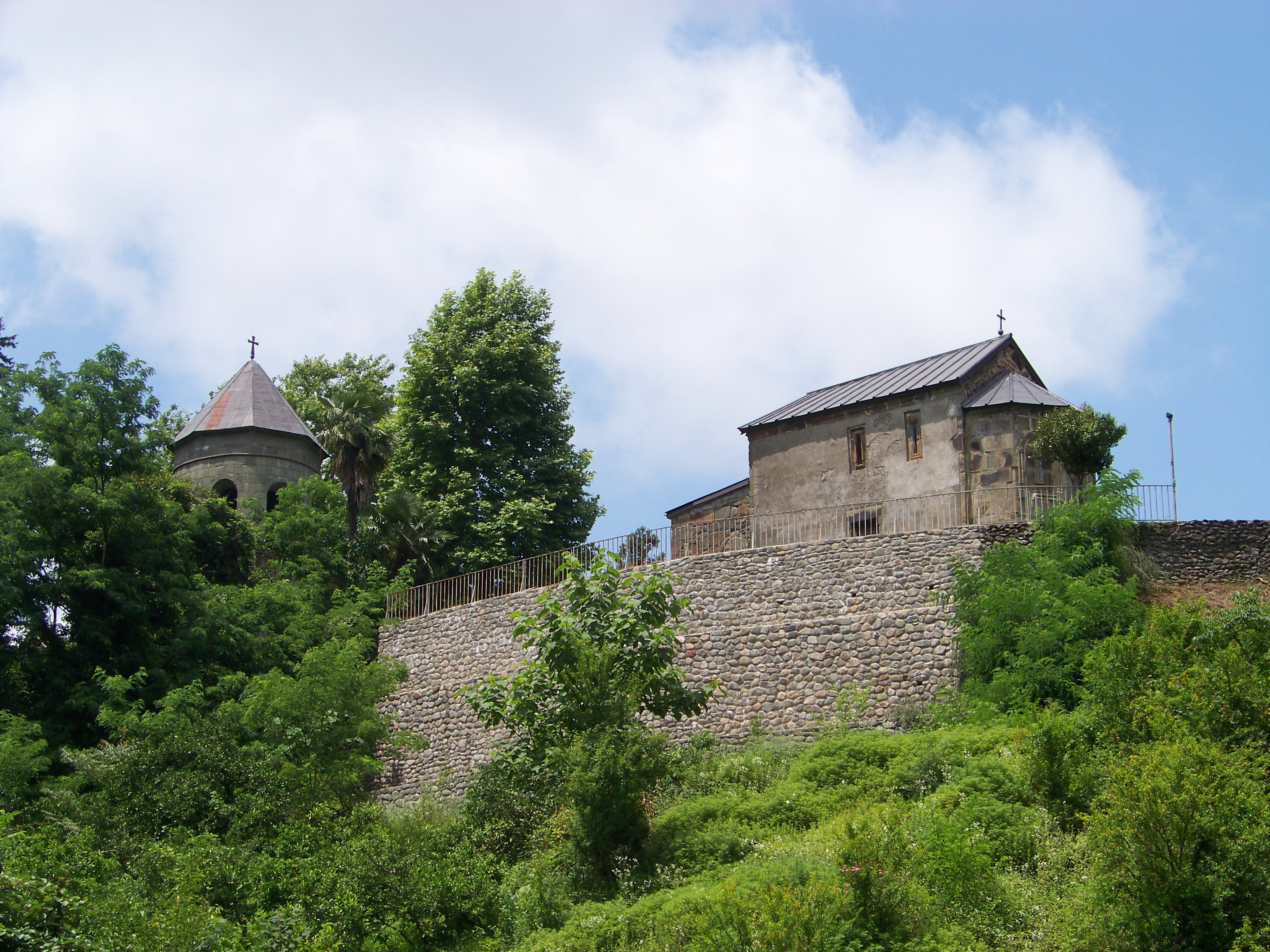
Vista general de la iglesia.

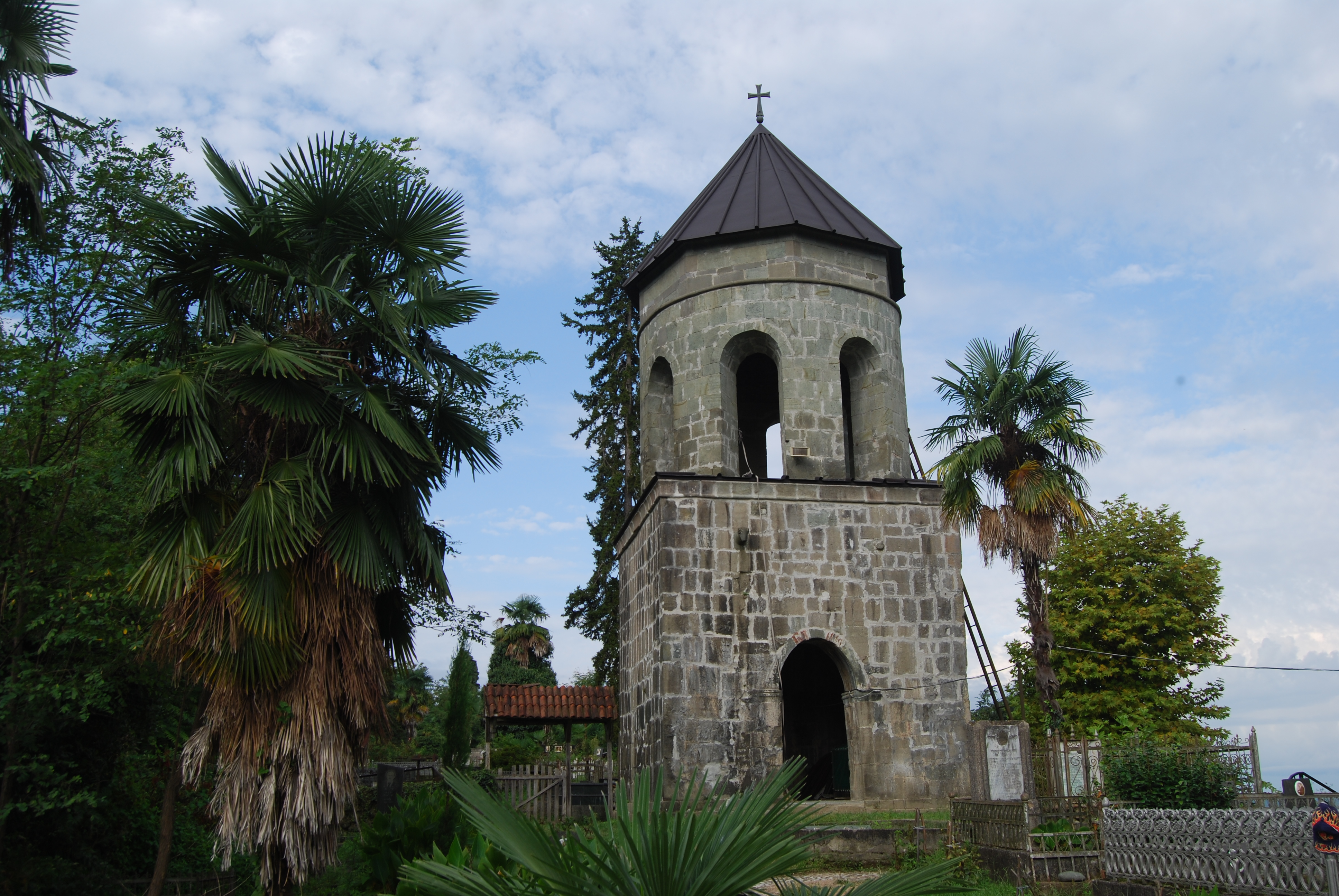
Campanario.

Según los historiadores Ekvtime Takaishvili y Dimitri Bakradze, la iglesia Likhauri fue construida en el 1352 por la dinastía de los Kajaberi de Guria.
Está situada en el centro del pueblo de Lichauri, junto a la iglesia hay un campanario independiente construido en el siglo XV que, al igual que la iglesia, está hecho de piedra tallada. En una de las paredes del campanario hay una inscripción en alfabeto georgiano. En el muro oriental de la iglesia hay una ventana ricamente decorada con ornamentos georgianos geométricos, y en el muro occidental se encuentra un portal. La fachada sur fue restaurada con piedra y ladrillos. Los trabajos de rehabilitación fueron llevados a cabo por el mecenagzo de Jorge IV Gurieli y su esposa Khvaremze.
En la iglesia se conservan dos manuscritos antiguos, un Evangelio (georgiano: Sakhareba) y el llamado Shamni (georgiano: ჟამნი).
En el 2010, se construyó un muro de hormigón armado en el territorio de la iglesia Likhauri para proteger el monumento en eventos naturales.

## Galería de iconos de la isglesia

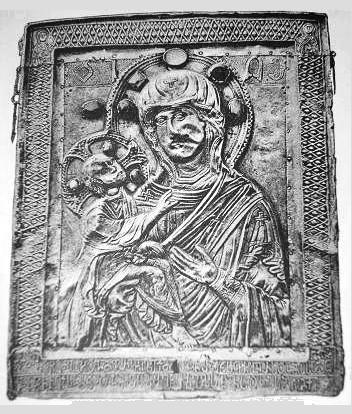
Icono de la Virgen.
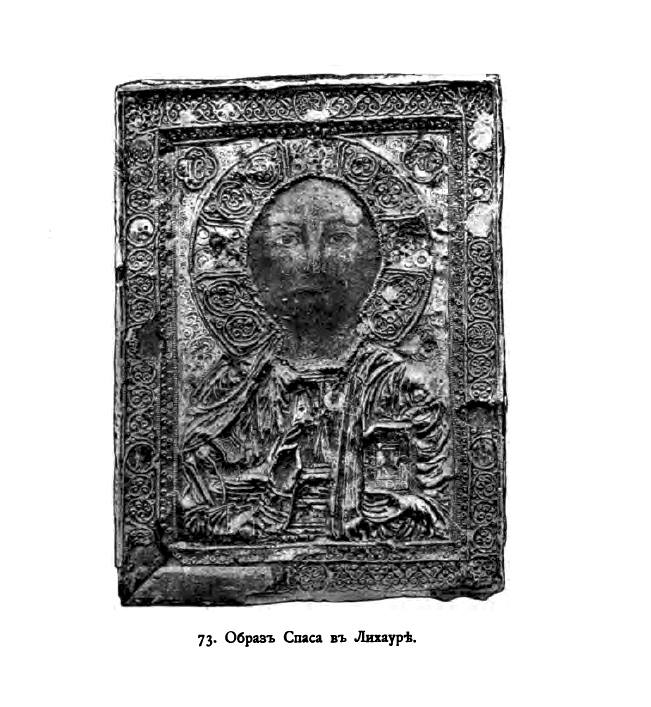
Icono del Salvador.
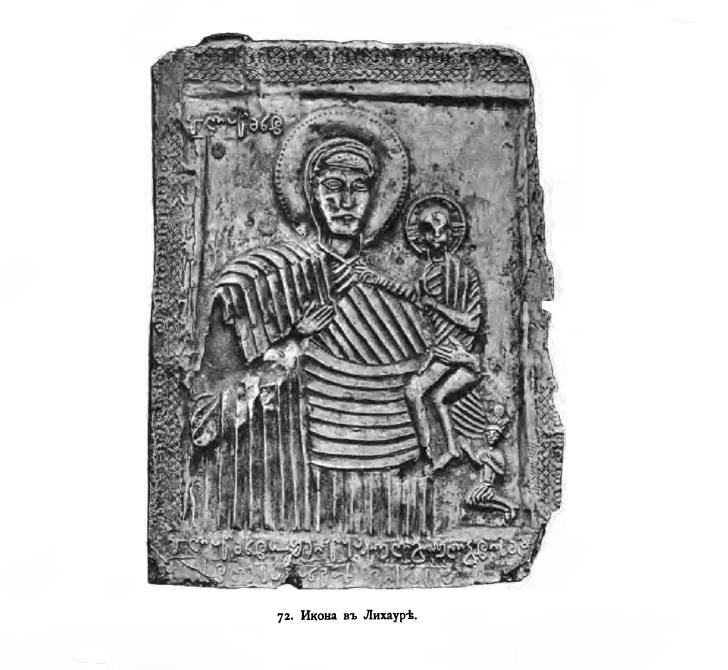
Icon de la Virgen con Niño.
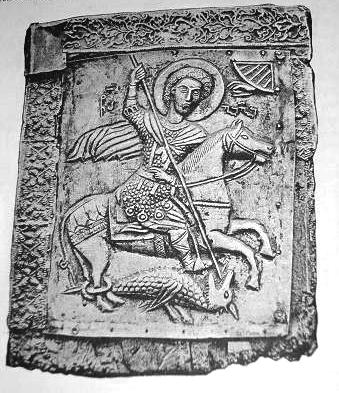
Icono de san Jorge.

## Frescos
La iglesia fue pintada enteramente con pinturas al fresco su ejecución se remonta a los siglos XV y XVI. Los murales de Likhura fueron arrancados en la primera mitad de la década de 1990 cuando la iglesia fue pintada nuevamente. Sus fragmentos muy dañados se almacenan en la Academia de Arte de Tiflis y se les otorga el estatus de objeto de patrimonio cultural.  De las pinturas únicamente quedan dos en el templo.